# Judith Reisman
Judith Ann Reisman (Newark, 11 de abril de 1935 - Newark, 9 de abril de 2021), também conhecida como Judith Ann Gelernter, foi uma ativista conservadora dos Estados Unidos, autora do livro Kinsey: Crimes & Consequences. Judith Reisman tem se empenhado em batalhas judiciais contra a pornografia, contra o assédio sexual de mulheres e crianças e, desde 1977, contra o Instituto Kinsey. Em 2004 a revista Variety, dos Estados Unidos, recusou um anúncio de página inteira de Judith Reisman que chamava Alfred Kinsey de "um homem que produziu e dirigiu o estupro e a tortura de centenas de jovens e crianças". Segundo Judith Reisman, Alfred Kinsey e sua equipe teriam abusado de crianças para chegar a certos dados do relatório Kinsey. 
Em 2006 Judith Reisman afirmou que o livro The Pink Swastika: Homosexuality in the Nazi Party, dos autores Scott Lively e Kevin Abrams, de 1995, demonstra que muitos dos principais líderes nazistas eram homossexuais ativos e protegeram muitos indivíduos homossexuais do Holocausto.